# Taxi-Take off-Landing

Différentes phases d'un vol
0: roulage 1:décollage et montée initiale 2:montée 3:croisière 4:descente 5:approche 6:finale 7:atterrissage 8:roulage

Pour les articles homonymes, voir TTL.
 (mars 2025).
Motif : Sources centrées ? Peut-être à fusionner ou transformer en redirection vers Roulage (aéronautique) ?
- Archive Wikiwix
- Bing
- Cairn
- DuckDuckGo
- E. Universalis
- Gallica
- Google
- G. Books
- G. News
- G. Scholar
- Persée
- Qwant
- (zh) Baidu
- (ru) Yandex
- (wd) trouver des œuvres sur Wikidata

| 1. | Préciser le motif de la pose du bandeau. | Précisez le motif de la pose du bandeau en utilisant la syntaxe suivante : {{admissibilité à vérifier\|date=mars 2025\|motif=remplacez ce texte par le motif}}                             |
| 2. | Informer les utilisateurs concernés.     | Pensez à avertir le créateur de l'article, par exemple, en insérant le code ci-dessous sur sa page de discussion : {{subst:avertissement admissibilité à vérifier\|Taxi-Take off-Landing}} |

Taxi Take Off Landing, ou TTL, désigne en aviation commerciale, les phases du vol de décollage, roulage et d'atterrissage où une réglementation plus stricte s'impose. Par exemple: la ceinture de sécurité doit être bouclée, la tablette et le dossier relevés, etc.